# ColorOS
ColorOS — оболочка Android для смартфонов и электронных планшетов. Разрабатывается OPPO Electronics для собственных устройств.

## Особенности
Основные различия между стандартным Android и ColorOS, заключаются в дополнительных функциях и наличии стороннего ПО от производителя. Оболочка также предлагает существенно измененный внешний вид интерфейса и возможности его кастомизации в качестве опции по-умолчанию (изменение размера и стиля иконок, скругленности панели управления и т.д). Из прочих особенностей можно выделить: наличие настраиваемых жестов, запись с экрана, возможность полностью запретить приложению доступ в интернет во время его работы. Внешний вид системы напоминает iOS от Apple и MIUI.

## Критика
На большинстве устройств, поставляемых OPPO с данной оболочкой отсутствует доступ к режиму загрузчика, что делает невозможным поддержку и установку сторонних ОС.
Некоторые необязательные приложения невозможно отключить или удалить стандартными методами. Для этого приходится прибегать к ADB.

## Версии
Список релизов ColorOS:
- ColorOS 15, Основана на Android 15

- ColorOS 14[3], Основана на Android 14
- ColorOS 13.1, Основана на Android 13
- ColorOS 13, Основана на Android 13
- ColorOS 12.1, Основана на Android 12

- ColorOS 11.0, Основана на Android 11

- ColorOS 8.0, Основана на Android 11

- ColorOS 7.0, Основана на Android 10
- ColorOS 6.0, Основана на Android Pie (9)
- ColorOS 5.2, Основана на Android Oreo (8)
- ColorOS 5.1, Основана на Android Oreo (8)
- ColorOS 5.0, Основана на Android Oreo (8)
- ColorOS 3.2, Основана на Android Nougat 7.1
- ColorOS 3.1, Основана на Android Nougat 7.0
- ColorOS 3.0[4], Основана на Android Lollipop 5.1
- ColorOS 2.1 Основана на Android Lollipop
- ColorOS 1.0[5], Выпущена 23 сентября 2013; 11 лет назад

## Внешние ссылки
- oppo.com/en/color… (англ.) — официальный сайт ColorOS